# Witchetty grub

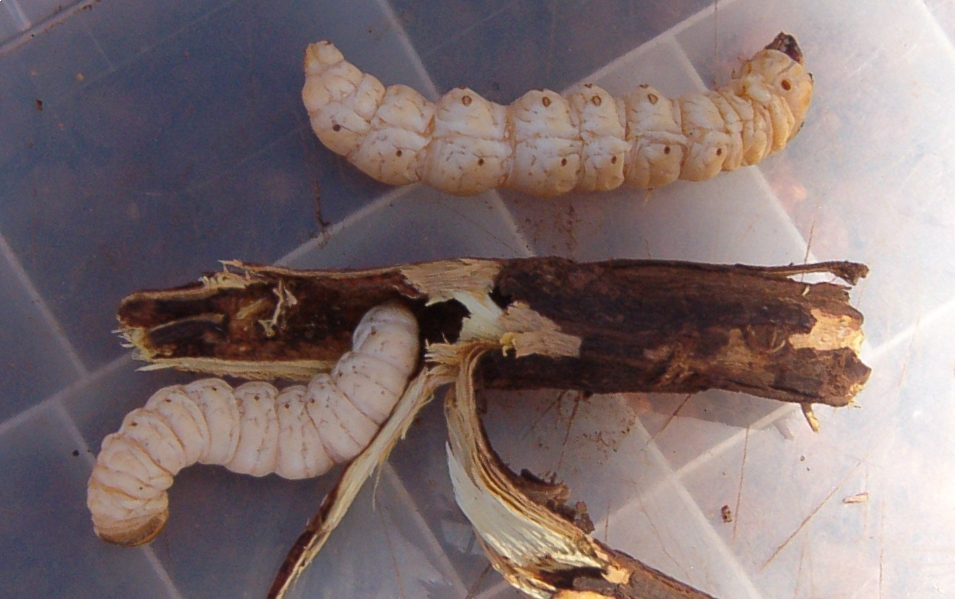

Witchetty grub é um termo usado na Austrália para larvas comestíveis de várias mariposas. Especialmente se aplica à larva da mariposa Endoxyla leucomochla, que se alimenta das raízes do arbusto Acacia kempeana, encontrado na Austrália central.